# السراي الصغير
كان السراي الصغير (بالإنجليزية: Petit Serail)‏ مبنىً عثمانياً إدارياً تاريخياً، يضم مقر والي سوريا وبيروت، كان يقع على الجانب الشمالي من ساحة الشهداء في قلب منطقة وسط بيروت، كان المبنى مسرحًا لأحداث تاريخية مهمة لكن خطط توسيع الساحة الرئيسية في بيروت أدت إلى تدميره عام 1950، فقد كان واحداً من العديد من مشاريع بناء الحقبة العثمانية التي شكلت الهندسة المعمارية في لبنان وبالتحديد في بيروت.

## نظرة عامة
تم افتتاح السراي الصغير عام 1884، وكان مقر الحاكم العام لبيروت عام 1888، كما استضاف الحكومة اللبنانية والرئيس خلال الانتداب الفرنسي، وتم هدمه في عام 1950 بينما تم الكشف عن أسسه والحفاظ عليها في منتصف التسعينات.

## خلفية
في النصف الأخير من القرن التاسع عشر قررت السلطات البيروتية نقل مقر الحكم من سراي الأمير عساف المتدهور والذي يسمى أيضا دار الولاية (بيت الولاية)، تم بناء الهيكل في العصور الوسطى في عام 1572 من قبل محمد عساف نجل الأمير التركماني منصور عساف.
في 11 سبتمبر 1840 قصف الأسطول البريطاني بيروت لإجلاء قوات إبراهيم باشا من المدينة وإلحاق أضرار بالسراية القديمة في هذه العملية، تمت استعادة السراي في عام 1843 من قبل والي بيروت أسعد مخلص باشا.
وفي عام 1882 قرر مجلس إدارة ولاية بيروت بناء مبنى إداري جديد وطرح سراي الأمير عساف للمزاد، تم بيع السراي في أبريل 1882 لمحمد أياس ومن ثم إلى أفراد عائلتي سرسق و تويني، تم تدمير السراي القديم واستعيض عنه بأسواق سرسق بينما كان العمل جارياً على بناء السراي الجديد الذي سيُعرف باسم «السراي الصغير» لتمييزه عن الثكنات العثمانية المعروفةبالسراي الكبير.

## تاريخه

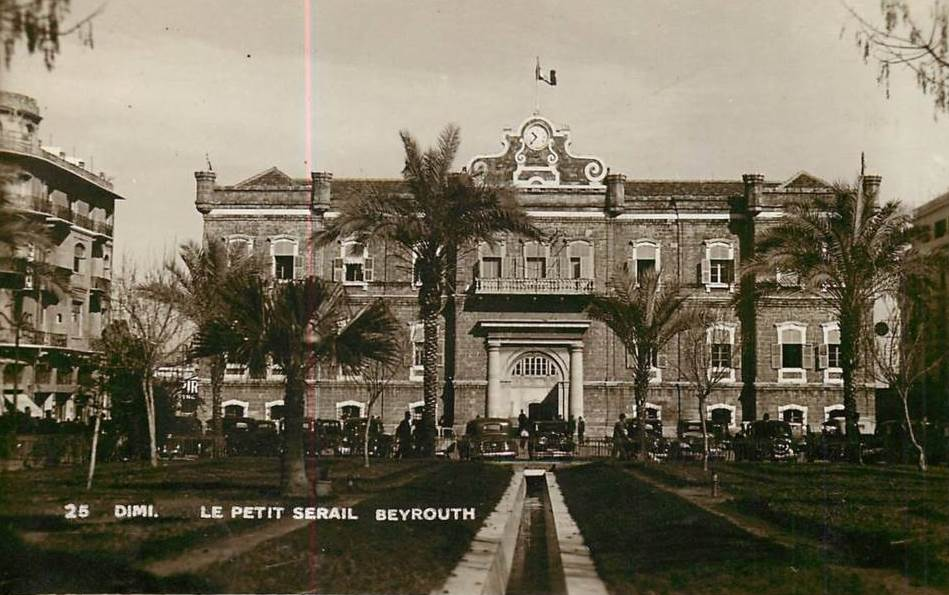
السراي الصغير تحت الحكم الفرنسي

تم تخطيط السراي الصغير كمركز مدني بعد إصلاح التنظيمات العثمانية ووفقًا لمشروع بلدية بيروت لعام 1878، حيث تم اختيار الجانب الشمالي من ساحة الشهداء كموقع إستراتيجي لأنه احتل قلب المدينة الخارجية الجدارية الجديدة، تم تفويض بناء المبنى الجديد من قبل عمدة بيروت إبراهيم فخري بك، وقد بدأ البناء في عام 1881 في موقع السراي السابق الذي أمر بهدمه الوالي حمدي باشا، تم بناء السراي من قبل بشارة أفندي أفديسيان -كبير مهندسي فيلايت في سوريا- ويوسف أفندي خياط -مهندس مدينة بيروت-، ولكن واجه المشروع صعوبات مالية حيث تشهد بذلك عدد من رسائل المراسلات بين والي سوريا أحمد حمدي باشا ومقر الباب العالي، استحوذ حمدي باشا على قرض من البنك العثماني ورهن المباني العامة وفرض ضرائب جديدة من أجل تزويد مكاتب السراي الجديدة، وفي عام 1883 تم افتتاح حديقة في الساحة أمام السراي، كانت الحديقة تسمى «حميدي» على شرف السلطان عبد الحميد الثاني ولكنها كانت مشهورة أكثر باسم حديقة المنشية، تم افتتاح السراي الصغير بعد ثلاث سنوات من بدء أعمال البناء في عام 1884.
في عهد الانتداب الفرنسي خطط المخطط الحضري دو لا هال لتوسيع ساحة الشهداء وبناء مجمع مكاتب حكومية جديد، واقترح في خطته لعام 1939 لتدمير السراي فتح ساحة الواجهة البحرية من خلال سلسلة من المدرجات ذات المناظر الطبيعية، لم يتم تدمير السراي الصغير حتى عام 1950 بعد حصول لبنان على استقلاله، ومع ذلك تم إجهاض عملية التطهير المخططة للساحة وتم بناء فندق ريجنت ومبنى ريفولي في موقع السراي في عام 1953، قامت سوليدير بتدمير مباني فندق ريفولي وريجنت في التسعينيات، وكشفت الحفريات التي تلت ذلك عن الأسس التي قام عليها السراي الصغير والتي سيتم الحفاظ عليها داخل متحف مدينة بيروت التاريخي.

## وظيفته
تم بناء السراي ليكون مقرًا لولاية سوريا؛ وهو يضم مكاتب بلدية ومحلية بما في ذلك المحكمة القضائية في بيروت، في عام 1888 أصبحت بيروت عاصمة ولاية بيروت واستضاف السراي الصغير مقر الوالي، نقل الوالي عزمي بك والي بيروت مقر الولاية إلى السراي الكبير، بينما تم نقل المكاتب البلدية ومكتب خدمات التلغراف إلى السراي الصغير.

## هندسته المعمارية

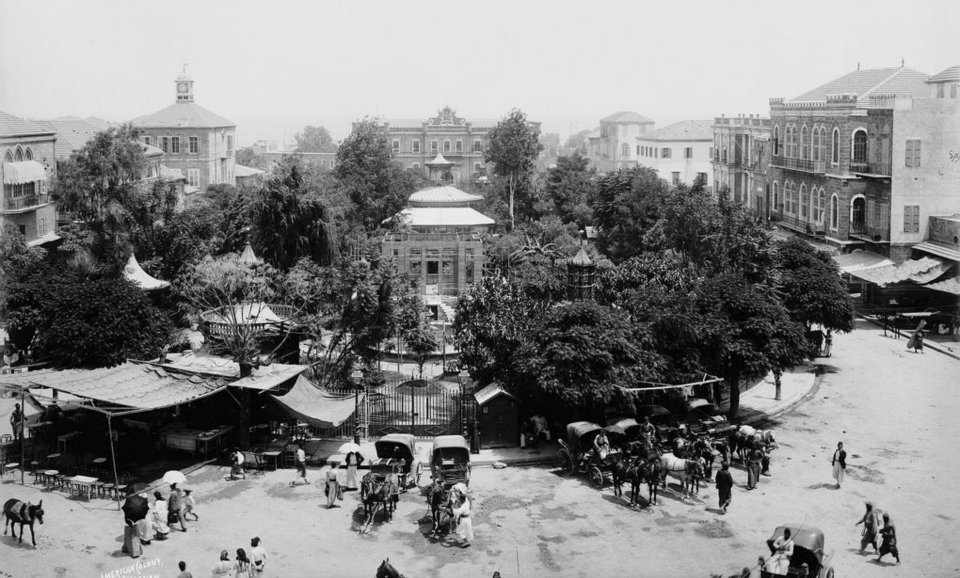
ساحة البرج والسراييت بيتي في الخلفية.

تم بناء السراي الصغير بأسلوب انتقائي للغاية؛ حيث تمزج العناصر المعمارية الباروكية مع المزيد من الميزات المتقدة، وهو الأسلوب الذي كان سائدًا في المباني العثمانية في القرن التاسع عشر، وقد تم رفع جسم المبنى المكون من طابقين على قاعدة مما أعطى المبنى قوام أكبر، تم بناء الواجهة المستطيلة من الحجر الرملي وهي مزينة بنوافذ وعناصر من العصر الباروكي الجديد، كما يحيط بالمدخل الرئيسي بوابة رخامية مهيبة تفسح الطريق إلى المحكمة المركزية وأرضيات المبنى، وقد حاوط الكورنيش السطح بأكمله ببريج محيطًا بالزوايا حيث تذكرنابالحصون الأوروبية في العصور الوسطى، وفي المحور المركزي للواجهة الرئيسية وقفت جملون مزخرفة كبيرة مزينة حلزونية محيطة بساعة، وتُقدر مساحة المبنى ب 3500 متر مربع ويضم حوالي 80 غرفة.

## الجدول الزمني
1878: خطة لتحديث ساحة البرج (التي بعد ذلك سُميت ساحة الشهداء) من قبل بلدية بيروت.
1881: إذن من السلطات العثمانية لبناء السراي.
1888: أصبح السراي مقعد الوالي.
الانتداب الفرنسي: انتقل مقر السلطة إلى السراي الكبير على تلة السراي، بينما استضاف السراي الصغير الرئيس اللبناني والحكومة.
1950: هدم بيتي سيراي بقصد ربط ميدان الشهداء بالبحر
عقد 1950: بنيت سينما ريفولي.
منتصف التسعينيات: تم اكتشاف وحفظ أسس السراي الصغير.

## طالع أيضًا
- وسط بيروت
- السراي الكبير
- تلة السراي
- ساحة الشهداء (بيروت)